# Carlos Alberto Silva
Carlos Alberto Silva (* 14. August 1939 in Bom Jardim de Minas, MG; † 20. Januar 2017 in Belo Horizonte) war ein brasilianischer Fußballtrainer.

## Karriere
Carlos Alberto Silva machte seine Ausbildung zum Fußballlehrer an der Universidade Federal de Minas Gerais in Belo Horizonte. Er gilt als der Trainer, welcher 1993 dem späteren Nationalspieler Ronaldo den Start im Profifußball beim Cruzeiro EC ermöglichte. Im Zuge seiner Laufbahn war er nicht nur in Brasilien aktiv, sondern auch in Portugal, Japan und Spanien. Der Trainer wurde dadurch auf drei Kontinenten nationaler Meister. Für etwa ein Jahr betreute er von 1987 bis 1988 auch die brasilianische Nationalmannschaft und die Olympiamannschaft.
Nach seiner Laufbahn baute er ein eigenes Tourismusunternehmen auf. Die Firma Ibiza Tourismus mit Sitz in Belo Horizonte. Der Ibiza verfügte zum Zeitpunkt seines Todes über eine Flotte von 23 Bussen der Marke Scania sowie Kleinbusse und Lieferwagen. Mit 40 Mitarbeitern bot er die Vermietung der Fahrzeuge und Reisen an.
Auch im Fußball war noch als Manager aktiv, so 2005 für Atlético Mineiro oder zuletzt 2014 beim Villa Nova AC.
Silva gehörte zu den ausgezeichneten Personen im Rahmen der 100-Jahr-Feier des Guarani FC.

## Erfolge
Nationalmannschaft
- Panamerikanische Spiele:  Gold 1987
- Rous Cup: 1987
- Olympische Sommerspiele:  Silber 1988
- Australia Bicentenary Gold Cup: 1988

Guarani FC
- Campeonato Brasileiro de Futebol: 1978

São Paulo
- Staatsmeisterschaft von São Paulo: 1980, 1989

Atlético Mineiro
- Tournoi de Paris: 1982

Santa Cruz
- Staatsmeisterschaft von Pernambuco: 1983

Cruzeiro
- Staatsmeisterschaft von Minas Gerais: 1987
- Copa Master de Supercopa: 1995

Tokyo Verdy
- Japanischer Fußballmeister: 1990

FC Porto
- Portugiesischer Fußballmeister: 1991/92, 1992/93
- Portugiesischer Fußball-Supercup: 1991

Auszeichnungen
- Bola de Prata: 1978